# Preobrazjenskijregementet
Preobrazjenskijregementet (eg Livgardet Preobrazjenskij Hans Majestäts Regemente Ry: Лейб-гва́рдии Преображе́нский Его Величества полк) var ett ryskt infanteriförband inom den tsarryska krigsmakten.

## Historia
Regementet uppsattes ursprungligen 1683 av tsar Peter den Store. Förbandet var förlagt till Sankt Petersburg i Ryssland. Det upplöstes i och med den Ryska revolutionen.

## Kända personer som tjänstgjort vid regementet
- Fjodor Heiden
- Gavrila Derzjavin
- Nikolaj Karamzin
- Modest Musorgskij
- Anders Edvard Ramsay